# 蛇夫座V2105
蛇夫座V2105，又名BD-07 4292，HD 148349、SAO 141186、HR 6128，是蛇夫座的一颗恒星，视星等为5.23，位于銀經7.43，銀緯27.22，其B1900.0坐标为赤經16h 22m 20s，赤緯-7° 27.22′ 10″。